# Secretário-geral-adjunto para Assuntos Humanitários das Nações Unidas
O Secretário-geral-adjunto para Assuntos Humanitários e Coordenador de Socorro de Urgência das Nações Unidas (abrev. OCHA) é o chefe do Escritório das Nações Unidas para a Coordenação de Assuntos Humanitários da Organização das Nações Unidas. Pertence ao Gabinete do Secretário-geral das Nações Unidas.
O cargo de Coordenador de Socorro de Urgência foi criado por uma resolução da Assembleia Geral das Nações Unidas de Dezembro de 1991 para coordenar os esforços dos representantes especiais do Secretário-geral das Nações Unidas em relação às urgências e às funções atribuídas ao Coordenador de Socorro de Urgência em caso de catástrofe. Logo depois, o Secretário-geral elevou o Coordenador de Socorro de Urgência ao nível de Secretário-geral-adjunto, encarregue dos Assuntos Humanitários.
| #  | Nome                   | Nacionalidade | Começo do mandato | Fim do mandato   |
| -- | ---------------------- | ------------- | ----------------- | ---------------- |
| 1  | Jan Eliasson           | Suécia        | 1992              | 1994             |
| 2  | Peter Hansen           | Dinamarca     | 1994              | 1996             |
| 3  | Yasushi Akashi         | Japão         | 1996              | 1998             |
| 4  | Sérgio Vieira de Mello | Brasil        | 1998              | Janeiro de 2001  |
| 5  | Kenzo Oshima           | Japão         | Janeiro de 2001   | Junho de 2003    |
| 6  | Jan Egeland            | Noruega       | Junho de 2003     | Dezembro de 2006 |
| 7  | John Holmes            | Reino Unido   | Janeiro de 2007   | Setembro de 2010 |
| 8  | Valerie Amos           | Reino Unido   | Setembro de 2010  | Maio de 2015     |
| 9  | Stephen O'Brien        | Reino Unido   | Maio de 2015      | Setembro de 2017 |
| 10 | Mark Lowcock           | Reino Unido   | Setembro de 2017  | atualmente       |